# 18.ª etapa da Volta à Espanha de 2018
A 18.ª etapa da Volta a Espanha de 2018 teve lugar a 13 de setembro de 2018 entre Ejea de los Caballeros e Lérida sobre um percurso de 186,1 km e foi ganhada pelo ciclista belga Jelle Wallays da equipa Lotto-Soudal. O ciclista britânico Simon Yates da equipa Mitchelton-Scott conservou o maillot de líder.

## Classificação da etapa
| \| Classificação por etapas \| Classificação por etapas \| Classificação por etapas \| Classificação por etapas \| Classificação por etapas \| \| Ciclista \| Ciclista \| Equipe \| Tempo \| \| \| ------------------------ \| ------------------------ \| ------------------------- \| ------------------------ \| ------------------------ \| \| 1. \| Jelle Wallays \| Lotto-Soudal \| 3h57m03s \| \| \| 2. \| Sven Erik Bystrøm \| UAE Team Emirates \| + 0s \| \| \| 3. \| Peter Sagan \| Bora-Hansgrohe \| + 0s \| \| \| 4. \| Elia Viviani \| Quick-Step Floors \| + 0s \| \| \| 5. \| Iván García Cortina \| Bahrain-Merida \| + 0s \| \| \| 6. \| Danny van Poppel \| LottoNL-Jumbo \| + 0s \| \| \| 7. \| Jon Aberasturi \| Euskadi-Murias \| + 0s \| \| \| 8. \| Tom Van Asbroeck \| EF Education First-Drapac \| + 0s \| \| \| 9. \| Giacomo Nizzolo \| Trek-Segafredo \| + 0s \| \| \| 10. \| Ryan Gibbons \| Dimension Data \| + 0s \| \| |                     |                           |          |
| |                     |                           |          |
| Fonte: ProCyclingStats |                     |                           |          |
| Classificação por etapas |                     |                           |          |
| Ciclista | Ciclista            | Equipe                    | Tempo    |
| 1. | Jelle Wallays       | Lotto-Soudal              | 3h57m03s |
| 2. | Sven Erik Bystrøm   | UAE Team Emirates         | + 0s     |
| 3. | Peter Sagan         | Bora-Hansgrohe            | + 0s     |
| 4. | Elia Viviani        | Quick-Step Floors         | + 0s     |
| 5. | Iván García Cortina | Bahrain-Merida            | + 0s     |
| 6. | Danny van Poppel    | LottoNL-Jumbo             | + 0s     |
| 7. | Jon Aberasturi      | Euskadi-Murias            | + 0s     |
| 8. | Tom Van Asbroeck    | EF Education First-Drapac | + 0s     |
| 9. | Giacomo Nizzolo     | Trek-Segafredo            | + 0s     |
| 10. | Ryan Gibbons        | Dimension Data            | + 0s     |

## Classificações ao final da etapa

### Classificação geral
| \| Classificação geral \| Classificação geral \| Classificação geral \| Classificação geral \| Classificação geral \| \| Ciclista \| Ciclista \| Equipe \| Tempo \| \| \| ------------------- \| ------------------- \| ------------------------- \| ------------------- \| ------------------- \| \| 1. \| Simon Yates \| Mitchelton-Scott \| 73h02m37s \| \| \| 2. \| Alejandro Valverde \| Movistar Team \| + 25s \| \| \| 3. \| Enric Mas \| Quick-Step Floors \| + 1m22s \| \| \| 4. \| Miguel Ángel López \| Astana \| + 1m36s \| \| \| 5. \| Steven Kruijswijk \| LottoNL-Jumbo \| + 1m48s \| \| \| 6. \| Nairo Quintana \| Movistar Team \| + 2m11s \| \| \| 7. \| Ion Izagirre \| Bahrain-Merida \| + 4m09s \| \| \| 8. \| Rigoberto Urán \| EF Education First-Drapac \| + 4m36s \| \| \| 9. \| Thibaut Pinot \| Groupama-FDJ \| + 5m31s \| \| \| 10. \| Tony Gallopin \| AG2R La Mondiale \| + 6m05s \| \| |                    |                           |           |
| |                    |                           |           |
| Fonte: ProCyclingStats |                    |                           |           |
| Classificação geral |                    |                           |           |
| Ciclista | Ciclista           | Equipe                    | Tempo     |
| 1. | Simon Yates        | Mitchelton-Scott          | 73h02m37s |
| 2. | Alejandro Valverde | Movistar Team             | + 25s     |
| 3. | Enric Mas          | Quick-Step Floors         | + 1m22s   |
| 4. | Miguel Ángel López | Astana                    | + 1m36s   |
| 5. | Steven Kruijswijk  | LottoNL-Jumbo             | + 1m48s   |
| 6. | Nairo Quintana     | Movistar Team             | + 2m11s   |
| 7. | Ion Izagirre       | Bahrain-Merida            | + 4m09s   |
| 8. | Rigoberto Urán     | EF Education First-Drapac | + 4m36s   |
| 9. | Thibaut Pinot      | Groupama-FDJ              | + 5m31s   |
| 10. | Tony Gallopin      | AG2R La Mondiale          | + 6m05s   |

### Classificação por pontos
| Classificação por pontos | Classificação por pontos | Classificação por pontos | Classificação por pontos | Classificação por pontos |
| Ciclista                 | Ciclista                 | Equipe                   | Pontos                   |                          |
| ------------------------ | ------------------------ | ------------------------ | ------------------------ | ------------------------ |
| 1.                       | Alejandro Valverde       | Movistar Team            | 117 pts                  |                          |
| 2.                       | Peter Sagan              | Bora-Hansgrohe           | 99 pts                   |                          |
| 3.                       | Dylan Teuns              | BMC Racing Team          | 93 pts                   |                          |
| 4.                       | Elia Viviani             | Quick-Step Floors        | 80 pts                   |                          |
| 5.                       | Miguel Ángel López       | Astana                   | 71 pts                   |                          |
| 6.                       | Benjamin King            | Dimension Data           | 69 pts                   |                          |
| 7.                       | Simon Yates              | Mitchelton-Scott         | 68 pts                   |                          |
| 8.                       | Michał Kwiatkowski       | Team Sky                 | 66 pts                   |                          |
| 9.                       | Danny van Poppel         | LottoNL-Jumbo            | 66 pts                   |                          |
| 10.                      | Alessandro De Marchi     | BMC Racing Team          | 63 pts                   |                          |

### Classificação da montanha
| Classificação da montanha | Classificação da montanha | Classificação da montanha  | Classificação da montanha | Classificação da montanha |
| Ciclista                  | Ciclista                  | Equipe                     | Pontos                    |                           |
| ------------------------- | ------------------------- | -------------------------- | ------------------------- | ------------------------- |
| 1.                        | Thomas De Gendt           | Lotto-Soudal               | 74 pts                    |                           |
| 2.                        | Luis Ángel Maté           | Cofidis, Solutions Crédits | 64 pts                    |                           |
| 3.                        | Bauke Mollema             | Trek-Segafredo             | 60 pts                    |                           |
| 4.                        | Benjamin King             | Dimension Data             | 56 pts                    |                           |
| 5.                        | Pierre Rolland            | EF Education First-Drapac  | 31 pts                    |                           |
| 6.                        | Miguel Ángel López        | Astana                     | 25 pts                    |                           |
| 7.                        | Thibaut Pinot             | Groupama-FDJ               | 22 pts                    |                           |
| 8.                        | Simon Yates               | Mitchelton-Scott           | 22 pts                    |                           |
| 9.                        | Michael Woods             | EF Education First-Drapac  | 20 pts                    |                           |
| 10.                       | Michał Kwiatkowski        | Team Sky                   | 17 pts                    |                           |

### Classificação da combinada
| Classificação de combinados | Classificação de combinados | Classificação de combinados | Classificação de combinados | Classificação de combinados |
| Ciclista                    | Ciclista                    | Equipe                      | Pontos                      |                             |
| --------------------------- | --------------------------- | --------------------------- | --------------------------- | --------------------------- |
| 1.                          | Alejandro Valverde          | Movistar Team               | 14 pts                      |                             |
| 2.                          | Miguel Ángel López          | Astana                      | 15 pts                      |                             |
| 3.                          | Simon Yates                 | Mitchelton-Scott            | 16 pts                      |                             |
| 4.                          | Thibaut Pinot               | Groupama-FDJ                | 29 pts                      |                             |
| 5.                          | Benjamin King               | Dimension Data              | 35 pts                      |                             |
| 6.                          | Steven Kruijswijk           | LottoNL-Jumbo               | 40 pts                      |                             |
| 7.                          | Dylan Teuns                 | BMC Racing Team             | 45 pts                      |                             |
| 8.                          | Rafał Majka                 | Bora-Hansgrohe              | 46 pts                      |                             |
| 9.                          | Nairo Quintana              | Movistar Team               | 48 pts                      |                             |
| 10.                         | Michał Kwiatkowski          | Team Sky                    | 50 pts                      |                             |

### Classificação por equipas
| Classificação por equipes | Classificação por equipes                | Classificação por equipes | Classificação por equipes |
| Equipe                    | Equipe                                   | Tempo                     |                           |
| ------------------------- | ---------------------------------------- | ------------------------- | ------------------------- |
| 1.                        | Movistar Team                            | 219h22m47s                |                           |
| 2.                        | Bahrain-Merida                           | + 2m35s                   |                           |
| 3.                        | Bora-Hansgrohe                           | + 28m04s                  |                           |
| 4.                        | Sky                                      | + 35m07s                  |                           |
| 5.                        | AG2R La Mondiale                         | + 43m29s                  |                           |
| 6.                        | EF Education First-Drapac p/b Cannondale | + 44m45s                  |                           |
| 7.                        | Dimension Data                           | + 49m34s                  |                           |
| 8.                        | Lotto NL-Jumbo                           | + 1h00m36s                |                           |
| 9.                        | Mitchelton-Scott                         | + 1h00m56s                |                           |
| 10.                       | Astana                                   | + 1h04m53s                |                           |

## Abandonos
- Hermann Pernsteiner, não tomou a saída devido a uma queda na etapa anterior.[2]
- Simon Geschke, não tomou a saída por doença.[2]